# Abaiang (Teraina)
Abaiang ist ein Ort im nördlichen Teil des pazifischen Archipels der Line Islands nahe dem Äquator im Staat Kiribati mit einer Landfläche von 0,15 km². 2020 wurden 215 Einwohner gezählt.

## Geographie
Abaiang ist der östlichste Ort an der Nordküste der Insel Teraina (früher auch Washington, New York oder Prospectus Island genannt). Eine Straße verbindet ihn nach Westen mit den Orten Kauamwemwe und Uteute im Westen. Haupterwerbszweige sind Kokosanbau und Fischerei. Im Süden liegt der Washington Lake.

## Klima
Das Klima ist tropisch heiß, wird jedoch von ständig wehenden Winden gemäßigt. Ebenso wie die anderen Orte der südlichen Line Islands wird Abaiang gelegentlich von Zyklonen heimgesucht.